# Dean Cetrulo
Dean Cetrulo, né le 24 février 1919 à Newark (New Jersey) et mort le 9 mai 2010, est un escrimeur américain.

## Carrière
Dean Cetrulo participe aux Jeux olympiques de 1948 à Londres et remporte la médaille de bronze avec l'équipe américaine masculine de sabre composée de Norman Armitage, George Worth, Tibor Nyilas, James Flynn et Miguel de Capriles.